# Sergej Aleksandrovič Kusevickij
Sergej Aleksandrovič Kusevickij, o Sergei Aleksandrovich Koussevitzky, meglio conosciuto come Serge, in russo Сергей Александрович Кусевицкий (Tver', 26 luglio 1874 – Boston, 4 giugno 1951), è stato un direttore d'orchestra e contrabbassista russo naturalizzato statunitense.

## Biografia
Studiò alla Scuola Filarmonica di Mosca, eccellendo nello studio del contrabbasso e, ventenne, entrò a far parte dell'orchestra del Bol'šoj nel 1894. Nello stesso anno debuttò come solista a Mosca ed in breve tempo, dopo numerosi successi ottenuti in numerose tournée, si guadagnò la fama di uno dei più abili virtuosi di questo strumento. Nel 1905 sposò in seconde nozze Natal'ja, figlia di un facoltoso commerciante di tè, Konstantin Uškov, il quale, come regalo di nozze, esaudì il sogno di Kusevickij di avere una sua orchestra, fornendogli i fondi necessari alla formazione di un ensemble di settantacinque elementi. Con questa orchestra diede i primi concerti nel 1907 dirigendo tra l'altro le prime delle composizioni di allora giovani compositori russi come Prokof'ev, Skrjabin e Stravinskij. 
Nel 1908 si trasferì a Berlino dove continuò gli studi di direzione con Arthur Nikisch e diresse l'orchestra filarmonica in un concerto che comprendeva il Concerto per pianoforte n. 2 di Rachmaninov con l'autore quale solista. L'anno successivo fondò insieme alla moglie la Édition Russe de Musique, acquisendo i cataloghi di alcuni tra i maggiori compositori dell'epoca. Nel periodo 1909-1920 alternò l'attività di direttore a quella di solista di contrabbasso esibendosi in concerti in Russia e nel resto d'Europa.
In seguito alla rivoluzione lasciò la Russia, dove fino al 1920 aveva diretto l'Orchestra filarmonica di Pietrogrado e si stabilì a Parigi fondandovi, nel 1921, i "Concerts Symphoniques K". 
Il 19 ottobre 1922 diresse la prima, dell'orchestrazione di Maurice Ravel, di Quadri di un'esposizione di Musorgskij al Teatro dell'Opéra. Nel 1925 diresse la prima esecuzione assoluta al Théâtre de l'Opéra di Parigi del "Concertino" di Arthur Honegger.
Nel 1925 fu quindi nominato direttore stabile dell'Orchestra Sinfonica di Boston, posto che mantenne fino al 1949, portando l'orchestra a livelli d'eccellenza.
Nella Symphony Hall di Boston diresse le prime esecuzioni assolute nel 1926 di "St.'s Days: Assisi, the Great Pardon of St.Francis" di Timothy Spelman, nel 1927 del Concerto per pianoforte e orchestra di Aaron Copland con il compositore al pianoforte, nel 1930 del Concerto grosso n. 1 op. 17 "in the Old Style" di Filip Lazâr, nel 1932 della Rapsodia n. 2 "Manhattan Rhapsody" di George Gershwin con il compositore al pianoforte, nel 1934 della Sinfonia n. 2 op. 18 di Nikolaj Tichonovič Berezovskij e nel 1948 della Sinfonia n. 4 e della Sinfonia n. 5 di David Diamond.
Nel 1940 fondò il Berkshire Music Center e nel 1942 la K. Foundation, l'una per corsi di perfezionamento, l'altra per promuovere la conoscenza della musica contemporanea.
Nel 1949 diresse la prima esecuzione nel Berkshire Music Center di Tanglewood a Lenox (Massachusetts) di "Spring Symphony" di Benjamin Britten.
La sua produzione comprende un Concerto per contrabbasso, Passacaglia per Orchestra, un'Overture e pezzi per contrabbasso e pianoforte.
È noto per l'album Khachaturian, Piano Concerto - Kapell/Koussevitzky/BSO, 1946 RCA/Naxos - Grammy Hall of Fame Award 1999.